# نسقچی
نَسَقْچی یا نسقچی باشی عنوان یکی از مشاغل مهم درباری در عصر قاجار بود که امور مربوط به تنبیهات بدنی افراد را بر عهده داشت. این عمل را نسقچی‌گری می‌گفته‌اند.

## تعریف
در لغتنامه دهخدا معنای نسقچی: چوبدار و انتظام کنندهٔ شهریان و لشکریان ذکر شده و گفته شده که به پاسبان و محافظی که از جانب پادشاه به خصوص در نظم سپاه و اردو مقرر شده باشد، نسقچی گفته می‌شود.
اما به نظر می‌رسد که این معنا تا دورهٔ قاجار اندکی دستخوش تغییر شده و این کلمه در دوره قاجاریه صرفاً به معنایی خاص به کار گرفته می‌شده‌است.
مهدی بامداد در تعریف این شغل در عصر قاجاریه می‌نویسد:
 شغل نسقچی باشیگری عبارت بود از امور مربوط به تنبیهات بدنی، بُریدن دست و پا و گوش و بینی، پاره کردن شکم، کور کردن چشم، سر بُریدن، دار زدن و از این قبیل کارها و شخصی که این قبیل اعمال را بر حسب امر شاه انجام می‌داد، او را سابقاً و در دورهٔ پادشاهان قاجاریه نسقچی باشی می‌گفتند.

## نسقخانه
نسقچی‌ها در عصر قاجار زیر نظر ادارهٔ مخصوصی فعالیت می‌کردند که به طور مستقیم از شخص شاه دستور می‌گرفت. به این اداره اصطلاحاً نسقخانه مبارکه می‌گفتند.

## نسقچی‌های معروف
از جمله مشهورترین نسقچی باشی‌های عصر قاجار محمدرحیم خان علاءالدوله ملقب به امیرنظام قابل ذکر است که در بیرحمی و سخت کشی مشهور بود و از عجایب اینکه وی در عین حال مردی ادیب و هنرور و شاعرپیشه نیز بود!
در سال ۱۲۸۹ هجری قمری محمدرحیم خان علاءالدوله مشاغل و مناصب خویش را در میان پسرانش تقسیم نمود و سمت نسقچی باشی گری خود را به پسر یازده ساله‌اش، محمدحسن خان حاجب الدوله واگذار کرد. محمدحسن خان تا سال‌های مدید این شغل را به همراه مناصب دیگری همچون سرایدارخانه و نسق‌خانه مبارکه حفظ و سپس شغل نسقچی‌باشی‌گری را به عهدهٔ پسرش محمدرحیم خان مشهور به خان بزرگ محول نمود.
خان بزرگ که او نیز از نسقچی‌باشی‌های مشهور تاریخ ایران است، این شغل را تا اوایل مشروطیت حفظ نمود و تا سال ۱۳۲۴ هجری قمری با درجهٔ امیرتومانی در این سمت باقی بود.
میرزا احمد علاءالدوله، هم نسقچی مشهور دربار قاجار بود. او در زمان صدارت عین‌الدوله در سال ۱۲۸۳ هجری شمسی، حاکم تهران و عامل به فلک بستن و چوب‌کاری تجار در پی گرانی قند بود که همین تصمیم او به شعله‌ور شدن آتش انقلاب مشروطه انجامید.